# Angry German Kid
 (novembre 2023).
Le contenu est difficilement compréhensible vu les erreurs de traduction, qui sont peut-être dues à l'utilisation d'un logiciel de traduction automatique.
Angry German Kid (en français : l'enfant allemand énervé) aussi surnommé AGK, Keyboard Crasher, Unreal Tournament Kid, ou PC Spielen est le nom d'une vidéo virale du 14 février 2006 montrant un adolescent allemand (de son vrai nom, Norman Kochanowski, né le 29 mai 1991) voulant jouer à Unreal Tournament 2004 sur son PC de manière enragée, bruyante et très agitée. The Guardian a classé ce phénomène internet au troisième rang de son classement des vidéos virales en 2007 au côté du Numa Numa Guy.

## Origine
Norman avait reçu un caméscope pour ses 13 ans. Il a expérimenté puis publié des courts métrages sous divers pseudos, le plus connu étant "Leopold Slikk". Les vidéos étaient publiées sur divers forums et sites de vidéos ou échangées par CD. Par exemple, le 14 février 2006, il sort une parodie de clips rap amateur avec le personnage fictif "le Vrai Gangster" (en allemand : "Echter Gangster"), il prenait souvent le surnom de "Slikk" en ligne,.
C'est vers le 14 février 2006 qu'il sort la vidéo maintenant supprimée " Real Gangster 5: Play PC " (le "Vrai Gangster" partie 5 : joue sur PC), dans laquelle il joue le rôle d'un joueur de jeu vidéo piquant une immense colère en essayant de jouer à Unreal Tournament : frustré que le jeu ne démarre pas aussi rapidement que prévu, il se fait tuer par de supposés adversaires, devient furieux, crie sur l'ordinateur, l'insulte et fracasse avec violence son clavier,.
Après sa publication, la vidéo devient rapidement partagée sur d'autres sites d'hébergeur, dont YouTube. Elle est connue en Allemagne sous le nom d'Unreal Tournament Kid ; dans les pays anglophones, on lui attribue le nom d'Angry German Kid, et dans la communauté espagnole, le nom d' El Niño Loco Alemán ("Le Petit Allemand Fou") et en japonais sous le nom de Keyboard Crasher (キーボードクラッシャー, le Casseur de Clavier). Dans les pays occidentaux non-germanophones, la vidéo est détournée en ajoutant de faux sous-titres humoristique superposés, qui inspirera d'autres mèmes célèbres, comme la colère noire d'Hitler dans le film la Chute ou encore les raisons du fou rire d'El Risitas. Du côté du Japon, les internautes de Nico Nico Douga combinent les sources de hurlement, de clavier cassé et d'autre vidéos de Norman Kochanowski avec de la musique en fond, les utilisant comme des instruments. Elle est rapidement partagée à travers le monde du Web comme un mème Internet.

## Conséquences
Cependant, de nombreux internautes croyaient que l'adolescent réagissait pour de vrai. Après la fusillade de l'école d'Emsdetten en novembre 2006, un débat a éclaté en Allemagne sur les dangers des jeux sur ordinateur, au cours duquel Focus TV diffusa la fameuse vidéo de L'Angry German Kid comme exemple de la manière dont les jeux vidéos pouvaient rendre les jeunes agressifs et dangereux, la chaîne allemande commentant que le jeune garçon se prénommait Leopold et affirmant que la vidéo fut filmée par son père en secret et qu'il serait dans une clinique. Le reportage a été vivement critiqué par la scène médiatique, qui a souligné que le protagoniste de la vidéo était connu auparavant pour ses mises en scène. Néanmoins, il est devenu un des symboles de la peur que les jeux vidéo puissent transformer les jeunes en criminels violents ; l'article de Focus sera retiré des années plus tard et signalé de sa publication.
En raison du partage croissant similaire au Star Wars Kid, Kochanowski fut harcelé par ses camarades de classe. Il a tenté de clarifier que la vidéo n'était pas réelle, mais a ensuite supprimé autant que possible toutes ses vidéos d'Internet existantes. Il affirme qu'il est finalement devenu fou à cause des harcèlements incessants, ce qui l'amena à intimider ses camarades de classe puis laisser entendre, ivre, une potentielle tuerie dans son école lors d'un voyage scolaire. Cela lui a valu d'être expulsé et de purger un mois de détention dans un centre pour mineurs.

## L’après-vidéo
Norman décide alors de changer totalement d'activité et de se consacrer au lever de poids, son corps change pour qu'on ne puisse plus le comparer au "Echter Gangster", il recommence à poster des vidéos sur YouTube vers 2015. Il sera finalement reconnu, ne répondant pas dans un premier temps aux commentaires demandant s'il s'agissait du même garçon de l'Angry German Kid. Fin 2017, Kochanowski réintègre la sphère publique d'internet sous son nouveau pseudonyme Hercules Beatz. Kochanowski, qui avait alors 26 ans à l'époque, s'est entraîné pour devenir bodybuilder, a publié un diss track dans lequel il parle des événements entourant la publication de la vidéo virale 12 ans plus tôt et insulte ceux qui l'ont harcelé,,,.
Aujourd’hui, Angry German Kid est considéré comme un classique des vidéos internet des années 2000 et est parfois utilisé dans diverses vidéos web humoristiques ou des YouTube Poops. Elle a été étudiée dans le contexte de la psychologie des utilisateurs d’ordinateurs.

### Vidéographie
- (de) Die unglaubliche Geschichte des Angry German Kid (Traduction : L'incroyable histoire de L'Angry German Kid), chaîne YouTube de funk, 27 mai 2020, durée : 9:50 min).
- (de) Zapp (magazine) : Ausgerastet et abgestürzt : Der Fall des Angry German Kid (Traduction : Paniqué et écrasé : Le cas Angry German Kid), chaîne YouTube de NDR, 1er février 2023.

### Traduction
- (en) Cet article est partiellement ou en totalité issu de l’article de Wikipédia en anglais intitulé « Angry German Kid » (voir la liste des auteurs).